# Thierry Futeu
Pas d'image ? Cliquez ici

a Compétitions nationales et continentales officielles uniquement.

b Matchs officiels uniquement.
Dernière mise à jour le 16 mars 2025.
Thierry Futeu, né le 23 juin 1995 à Douala, est un joueur international espagnol d'origine camerounaise de rugby à XV qui évolue au poste de pilier gauche.

## Biographie
Né au Cameroun à Douala, il y passe toute sa jeunesse, jouant d'abord au foot, avant de découvrir le rugby en classe de 6e. En 2013, il décide de quitter le Cameroun pour rejoindre le Maroc, où un de ses amis prêtant y être joueur professionnel de rugby. Il va traverser l'Afrique jusqu'au Maroc, où il se rend compte qu'il ne peut pas vivre du rugby. Après six mois fait de menus travaux au Maroc, il va alors chercher à entrer en Europe, via Melilla. Il réussit à rejoindre le territoire espagnol à sa quatrième tentative. Il va passer quatre mois à Melilla à apprendre l'espagnol, avant de rejoindre Malaga puis Madrid. Il joue d'abord au sein des Barbarians Madrid Rugby, puis rejoint les Custodians Rugby League, équipe de rugby à XIII où évoluent de nombreux policiers. 
Il s'y fait remarquer et signe un contrat professionnel en première division espagnole à Alcobendas. Après quelques saisons en Espagne, il est intégré à la sélection espagnole en 2018.
Il rejoint ensuite le Stade français en 2019, sous l'influence notamment de Pieter de Villiers, alors entraîneur des avants parisiens.
Il ne reste qu'une saison à Paris, où il joue huit rencontres. À la fin de la saison, il rejoint l'US Carcassonne, qui évolue en Pro D2. Il gagne en temps de jeu à Carcassonne, mais est surtout utilisé dans la rotation. Il dispute 38 rencontres, mais n'est titularisé qu'à treize reprises. Au terme de ces deux ans de contrat, il n'est pas prolongé par Carcassonne. Il révèle alors que sa non reconduction est liée au fait d'être aller jouer en sélection nationale. 
Finalement, il retrouve un club et signe au club de C' Chartres Rugby en Fédérale 1 jusqu'en 2024. Après avoir terminé son contrat avec le C'Chartres, il signe en décembre 2024 avec le Niort Rugby Club.

## Palmarès
Néant